# Conflicte entre Capets i Plantagenêts

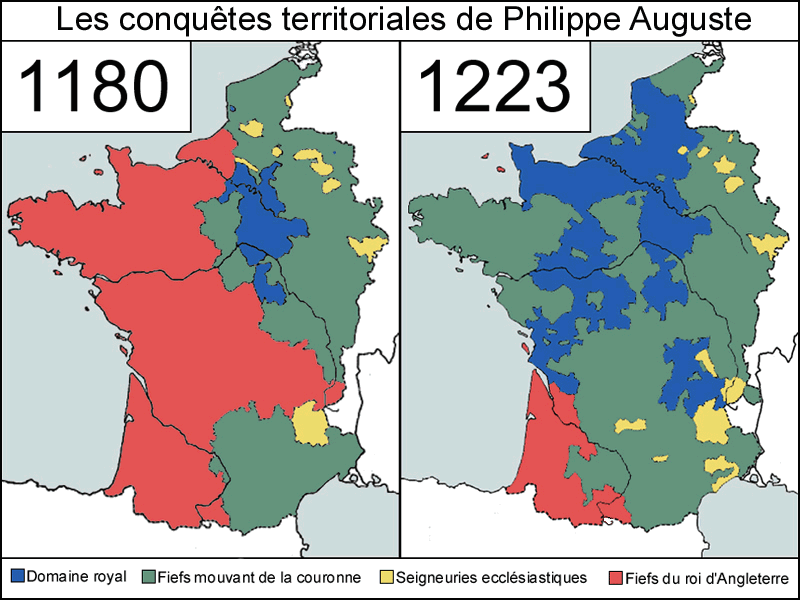
L'evolució del territori sota Felip August de França.

El conflicte entre Capets i Plantagenêts cobreix un període de 100 anys (1159 a 1259) i fa confrontar el regne de França amb l'imperi Plantagenêt. Aquest conflicte també és anomenat per alguns historiadors com a «primera guerra dels Cent Anys».
La guerra té lloc quan al 1159 les armades d'Enric II d'Anglaterra entren a Périgueux. El rei d'Anglaterra havia decidit, en efecte, eixamplar les seves possessions al Sud-Est francès annexionant el comtat de Tolosa que comprenia, entre d'altres, el Quercy.
La guerra és el resultat de la reconquesta de França per part de la dinastia Capet. El poder reial, en efecte, s'estén fins a París i els seus voltants al moment de l'accessió al poder dels Capets.